# Красинский, Генрих
Генрих Красинский (пол. Henryk Krasiński; 1804—1876) — польский писатель

.
Капитан кавалерии польских войск, затем эмигрировавший во Францию.
Список произведений (неполный):
- «Le célèbre Vitold, Grand Duc de Lithuanie» (Пар., 1834)
- «La bataille do Kirchholm, ou l’amour d’une Anglaise» (1836)
- «The Cossacks of the Ukraine» (Л., 1838)
- «Gonta, a historical drama» (там же, 1846)
- «Coup d’oeil sur l’état actuel de l’Europe» (Л., 1854)
- «Italy, Venetia and Hungary, Rome, Sicily etc., with anecdotes» (Л., 1861)